# Kasper Klitgaard
Kasper Klitgaard (født 24. marts 1979 i Ramløse) er en tidligere dansk håndboldspiller, der spillede for Nordsjælland Håndbold i Håndboldligaen.
Klitgaard står noteret for 3 kampe på det danske håndboldlandshold, alle tre i 2004.
I dag er han sportschef i Team Helsinge.

## Eksterne links
- Spillerinfo Arkiveret 30. august 2009 hos  Wayback Machine